# آیگپات
آیگپات (به ارمنی: Այգեպատ) یک روستا در ارمنستان است که در استان آرارات واقع شده‌است. آیگپات در ۶ کیلومتری شرق آرتاشات، مرکز استان آرارات واقع شده است.

## خصوصیات
آیگپات ۱٬۴۶۵ نفر جمعیت دارد و در ارتفاع ۸۵۰ متر بالاتر از سطح دریا قرار گرفته است.
| سال   | ۱۸۳۱ | ۱۸۷۳ | ۱۹۲۶ | ۱۹۳۹ | ۱۹۵۹  | ۱۹۷۰  | ۱۹۷۹  | ۲۰۰۱  | ۲۰۰۴  | ۲۰۱۱  |
| جمعیت | ۶۲   | ۳۶۰  | ۳۲۹  | ۴۲۹  | ۱٬۰۲۲ | ۱٬۲۷۰ | ۱٬۲۴۳ | ۱٬۴۵۱ | ۱٬۲۲۳ | ۱٬۷۳۱ |

## جاذبه‌های تاریخی

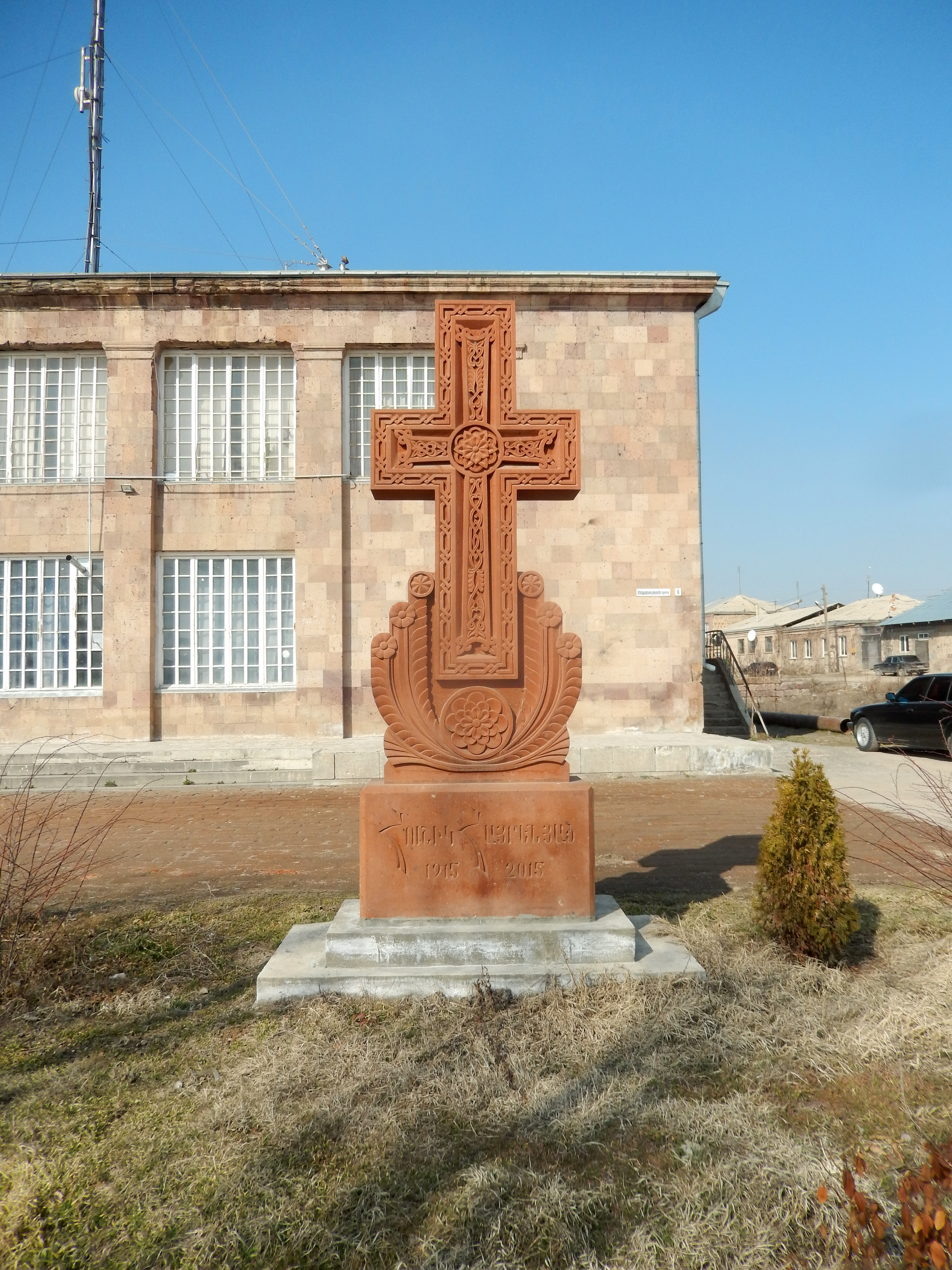
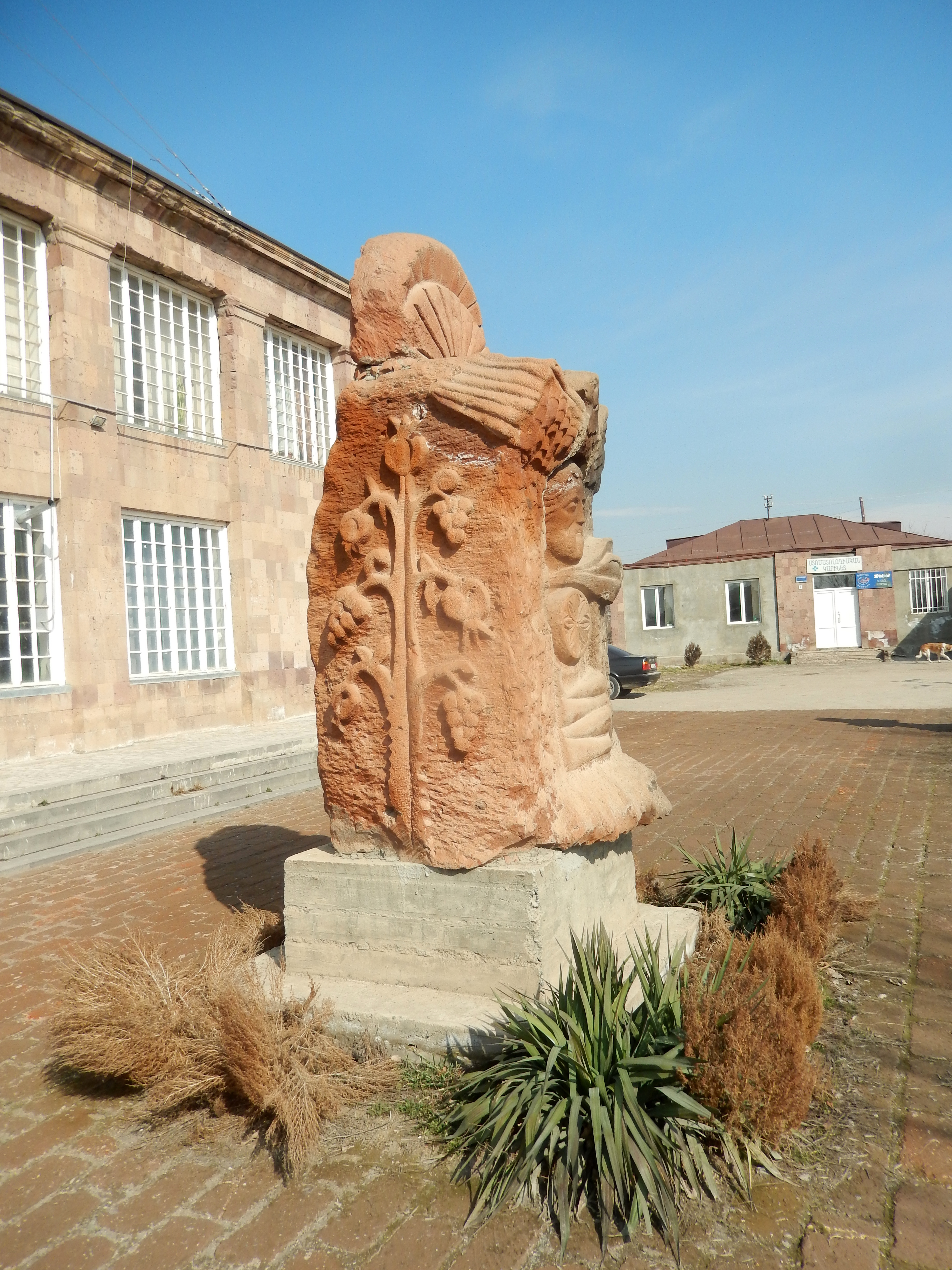